# Les Basses d'en Coll

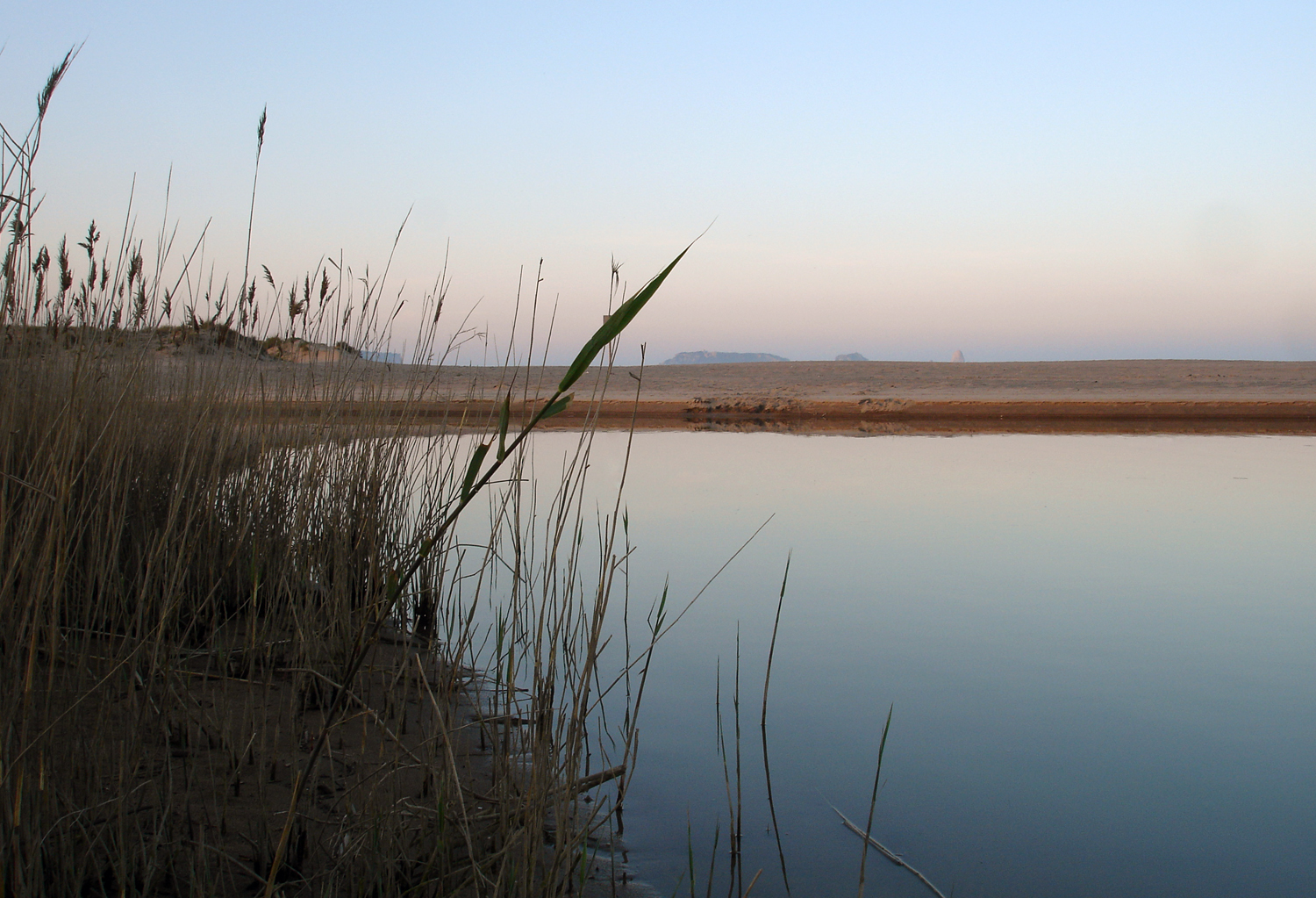
Les Basses d'en Coll, zona de la desembocadura del río Daró, junto a las dunas litorales.

Les Basses d'en Coll es un espacio natural protegido ubicado en el municipio de Pals en la comarca del Bajo Ampurdán, Gerona (España). La zona abarca desde arrozales y humedales hasta unas dunas litorales en constante movimiento, modificando la desembocadura del río Ter y creando un ecosistema único, con gran variedad de fauna todo el año.